# AMC Ambassador
L'AMC Ambassador est une automobile full-size fabriquée et commercialisée par American Motors Corporation (AMC) de 1957 à 1974 sur huit générations, en berline à deux et à quatre portes, à toit rigide à deux portes, break et cabriolets convertibles. 
Lorsqu'elle est abandonnée, la plaque signalétique Ambassador a été utilisée de 1927 à 1974, la plus longue plaque signalétique de voiture utilisée jusqu'à ce jour,. La plaque signalétique de l'Ambassador a été utilisée diversement comme l'Ambassadeur V-8 par Rambler, Rambler Ambassador et enfin AMC Ambassador. Auparavant, la plaque signalétique Ambassador  s'appliquait aux voitures full-size de Nash Motors. La plaque signalétique faisait référence à un certain niveau de finition entre 1927 et 1931. 
Les Ambassador ont été fabriquées à Kenosha, au Wisconsin, ainsi qu'à Brampton, en Ontario, de 1963 à 1966. Australian Motor Industries (AMI) a assemblé des Ambassador à partir de Complete Knock Down avec conduite à droite, de 1961 à 1963. Les Ambassador américaines de cinquième génération ont été fabriquées par Industrias Kaiser Argentina (IKA) à Córdoba, en Argentine, de 1965 à 1972, et assemblés par ECASA au Costa Rica de 1965 à 1970. Planta REO a assemblé des Ambassador de première génération au Mexique dans son usine de Monterrey, au Nuevo León. Les Ambassador de cinquième et septième génération ont été transformées en limousines personnalisées en Argentine et aux États-Unis.

## Les générations
- Première génération : modèles 1958 et 1959
- Deuxième génération : modèles 1960 et 1961
- Troisième génération : modèle 1962
- Quatrième génération : modèles 1963 et 1964
- Cinquième génération : modèles 1965 et 1966
- Sixième génération : modèles 1967 et 1968
- Septième génération : modèles de 1969 à 1973
- Huitième génération : modèle 1974